# 布羅姆斯基角
布羅姆斯基角（英語：Cape Buromskiy）是南極洲的海岬，位於奧次地，處於克里洛夫半島北端，在1947年由美國海軍拍攝空中照片，現時由南極條約體系管理。